# Amphilophus margaritifer
Amphilophus margaritifer är en fiskart som först beskrevs av Günther 1862.  Amphilophus margaritifer ingår i släktet Amphilophus och familjen Cichlidae. IUCN kategoriserar arten globalt som starkt hotad. Inga underarter finns listade i Catalogue of Life.